# Deryk Osthus
Deryk Simeon Osthus (1974) é um matemático britânico. Trabalha especialmente com teoria dos grafos extremal e probabilística.

## Vida
Osthus obteve o bacharelado em 1996 na Universidade de Cambridge, com um doutorado em 2000 na Universidade Humboldt de Berlim, orientado por Hans Jürgen Prömel, com a tese On the evolution of random discrete structures, onde permaneceu no pós-doutorado até 2004, quando foi lecturer e em 2012 professor de teoria dos grafos na Universidade de Birmingham.
Recebeu em 2003 juntamente com Daniela Kühn, o Prêmio Europeu de Combinatória. Recebeu o Prêmio Whitehead
de 2014. Foi palestrante convidado do Congresso Internacional de Matemáticos em Seul (2014:Hamilton cycles in graphs and hypergraphs: an extremal perspective, com Daniela Kühn).

## Obras
- com Daniela Kühn, Richard Mycroft: An approximate version of Sumner's universal tournament conjecture, Journal of Combinatorial Theory, Series B, Band  101, 2011, S. 415–447
- com Daniela Kühn, Richard Mycroft: A proof of Sumner's universal tournament conjecture for large tournaments, Proceedings of the London Mathematical Society, Third Series, Band  102, 2011, S. 731–766, Arxiv